# Cortijo del Fraile
El cortijo del Fraile es una edificación situada al sureste de Níjar (Almería), dentro del parque natural de Cabo de Gata-Níjar, está declarada Bien de Interés Cultural con la tipología de Sitio Histórico. Las localidades más cercanas son Los Albaricoques y Rodalquilar. En sus proximidades tuvo lugar el 22 de julio de 1928 el suceso conocido como «crimen de Nijar», que inspiró el drama en verso de Federico García Lorca titulado Bodas de sangre.

## Descripción y ubicación
Se encuentra ubicado en una finca de 730 hectáreas y de él dependían otros cortijos menores situados en las inmediaciones, como La Felipa y el cortijo de Requena. Una posibilidad de acceso al cortijo es la carretera ALP-824 o Ctra. de Rodalquilar, tramo sin asfaltar que une los finales de las barriadas de Los Albaricoques y Rodalquilar. 
Se trata de una construcción típica de las grandes explotaciones agrícolas y ganaderas de Andalucía, en la que se distribuyen en una sola planta varias dependencias alrededor de un patio central. Cuenta con un oratorio, campanario, cripta funeraria con doce nichos, hornos, cuadras, cochineras y aljibe. Pertenece a una empresa privada. El camino lo limitan líneas de agaves a ambos lados.

## Conservación
Por su estado de ruina técnica se encuentra en la lista roja del patrimonio en peligro. En el año 2011 se desplomaron unos muros y la Consejería de Cultura abrió un expediente sancionador contra la propiedad, que no había realizado ninguna mejora en la edificación desde su compra en 1995.
La asociación "Amigos del Parque de Cabo de Gata - Níjar", "Amigos de la Alcazaba de Almería" así como otros colectivos y ciudadanos de Níjar y Almería se han movilizado en varias ocasiones para solicitar la intervención que evite la pérdida irreparable del enclave. Hay y ha habido procesos judiciales para determinar quién debe de encargarse de la conservación del bien, ya sea el Ayuntamiento o la Junta de Andalucía, se ha llegado a proponer una permuta y descartado la expropiación y en las negociaciones han intervenido también el propietario, la Diputación de Almería y miembros de la Junta Rectora del parque natural, sin que hasta la fecha se haya resuelto definitivamente el futuro del Bien de Interés Cultural.

## Historia
Fue construido por los frailes dominicos de Almería en el siglo XVIII, de ahí su nombre. Se lo conocía por el «cortijo del hornillo», porque albergaba un gran horno para hacer pan en el patio central. En 1836, como consecuencia de las leyes de desamortización de las propiedades de las órdenes religiosas, fue confiscado por el estado y, tras subasta, pasó a manos privadas. 
Es famoso por el crimen que ocurrió en sus inmediaciones, el llamado «crimen de Níjar», que tuvo lugar el 22 de julio de 1928, cuya protagonista, Francisca Cañadas, vivió en las inmediaciones toda su vida. Los hechos del crimen inspiraron la novela Puñal de claveles (1931) de la escritora Carmen de Burgos, así como la obra Bodas de sangre (1931) de Federico García Lorca.
El 23 de marzo de 2010 fue publicada en Boletín Oficial de la Junta de Andalucía una resolución por la cual el Cortijo del Fraile quedó declarado Bien de Interés Cultural con la tipología de «Sitio Histórico». La marca «el cortijo del fraile» fue registrada y protegida con los derechos de propiedad industrial en la OEPM con los números de registro N0277626 y M2856874.

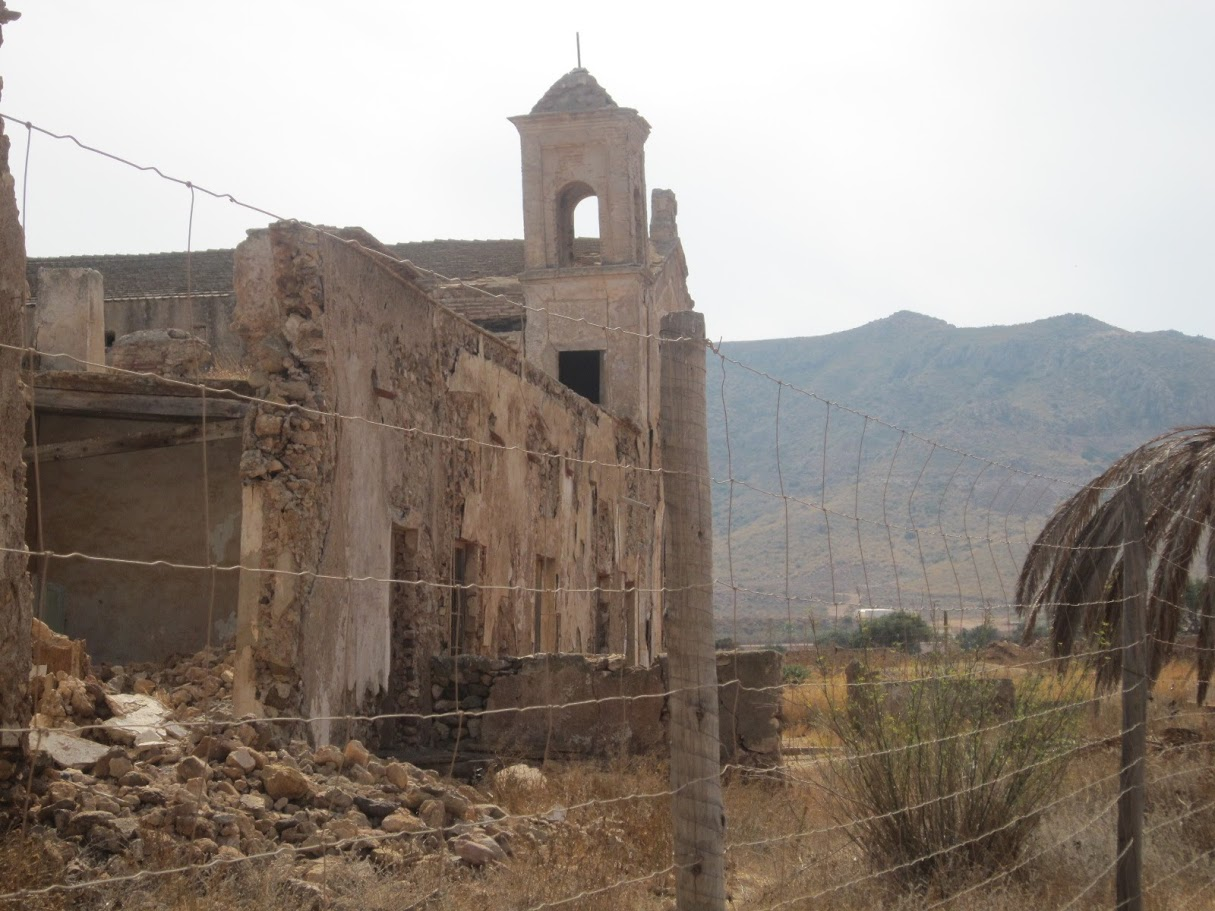
Estado ruinoso de la edificación

## Cine y televisión
El cortijo y sus alrededores ha sido utilizado para diferentes rodajes cinematográficos como El bueno, el feo y el malo, La muerte tenía un precio, Yo soy la revolución y Giù la testa. También se han grabado en él algunas series de televisión, como el final de la sexta temporada de Los hombres de Paco.